# Kambodscha unter französischem Protektorat
Das Königreich Kambodscha als Vorläufer des heutigen Staates Kambodscha war von 1863  bis 1953 (unterbrochen von der japanischen Besetzung) ein französisches Protektorat. Es war ab 1884 Teil Französisch-Indochinas. Nach der Niederlage gegen Deutschland 1940 musste Vichy-Frankreich dem Japanischen Kaiserreich 1941 die Stationierung von Truppen erlauben. Nach dem Ende der Besetzung durch Japan wurde das Königreich Kambodscha autonomer Staat innerhalb der Französischen Union. Nach der vollständigen Unabhängigkeit im Jahr 1953 blieb Kambodscha zunächst von den militärischen Konflikten in Indochina verschont.

## Geographie
Das Königreich umfasste bereits die heutige Gestalt Kambodschas am Golf von Thailand zwischen Siam, Laos und Vietnam. Das Landschaftsbild Kambodschas ist durch eine Zentralebene geprägt, die teilweise von Gebirgen umgeben ist. In ihr liegt im Westen Kambodschas der See Tonle Sap, durch den Osten fließt der Mekong, einer der zwölf längsten Flüsse der Welt.
Im Jahr 1900 hatte Kambodscha 1.102.244 Einwohner, meist Khmer, aber auch 40.000 Malaien, 250.000 Chinesen und Vietnamesen sowie 350 westliche Bewohner.

## Geschichte
Das bedeutende Königreich der Khmer mit der Hauptstadt Angkor wurde um 1362 von den Thai entscheidend besiegt. In der Folge war das Reich der Khmer oft ein Protektorat der angrenzenden Königreiche Annam bzw. Siam. Im Jahr 1434 verlegte der letzte Herrscher von Angkor seine Residenz in den Großraum des heutigen Phnom Penh, nach Lovek, nachdem Angkor 1431 von Ayutthaya, einem Königreich der Thai, erobert und dessen lebensnotwendige Bewässerungssysteme zerstört worden waren. Im 17. und 18. Jahrhundert eroberte Annam große Teile des Mekongdeltas, während Siam die Nordgebiete des Reichs besetzte. Um eine völlige Übernahme des Reichs durch Thailand (=Siam) und Vietnam (=Annam) zu verhindern, verhandelte Kambodscha mit Frankreich, das 1859 das südliche Vietnam eingenommen hatte. 1863 wurde das Land unter König Norodom I.  schrittweise zu einem Protektorat Frankreichs. Am 15. Juli 1864 wurde ein Freundschaftsvertrag Kambodschas mit Frankreich abgeschlossen, der aber erst 1867 Geltung erlangte, nachdem Siam die Schutzherrschaft über Kambodscha gegen Überlassung der Provinzen Angkor und Battombang anerkannt hatte. Bereits 1866 verlegte der König auf Druck der Franzosen seinen Regierungssitz von Udon nach Phnom Penh, das 1867 auch Sitz der französischen Kolonialverwaltung wurde.

Französisch-Indochina

Mit dem am 17. Juni 1884 abgeschlossenen Vertrag war Kambodscha faktisch eine Kolonie Frankreichs, wenngleich die Monarchie formal bestehen blieb, der König absolute Gewalt über seine Untertanen hatte und er formal alleiniger Herr allen Grund und Bodens war. Die Verwaltung war einem vom Generalgouverneur von Französisch-Indochina bestimmten französischen Oberresidenten in der Hauptstadt Pnom Penh unterstellt, der das Recht privaten und persönlichen Zutritts beim König hatte. Wenn auch die einheimischen Beamten noch ihr Amt unter der Aufsicht der französischen Residenten oder Vizeresidenten in den acht Provinzen mit 33 Arrondissements ausübten, so bestimmten doch die Franzosen direkt über Steuern, Zölle, indirekte Abgaben, öffentliche Arbeiten etc. Frankreich hat zudem 300 Marinesoldaten in Kambodscha stationiert.
1885 und 1886 führte Prinz Si Votha, Norodoms Halbbruder, eine Revolte gegen die französische Verwaltung an, woraufhin die Franzosen Norodom verdächtigten, diesen im Geheimen zu fördern. Die Revolte endete mit dem Versprechen Norodoms, dass die Franzosen ihm gegenüber Zugeständnisse gemacht hätten. Tatsächlich 1887 ging Kambodscha gemeinsam mit Vietnam und später auch Laos in der Indochinesischen Union auf. Unter französischer Führung wurden Kautschukplantagen angelegt und Eisenbahnen gebaut. Abgesehen davon unternahm Frankreich kaum Anstrengungen, das Land zu modernisieren. Immerhin wurde im Jahr 1884 die Sklaverei abgeschafft. König von Kambodscha wurde mit dem Tod Norodoms am 24. April 1904 Sisawath. 1907 musste Siam auf Druck von Frankreich den westlichen Teil des Landes (die Provinzen Battambang und Siem Reap) zurückgeben, die sie 100 Jahre zuvor unter ihre Kontrolle gebracht hatten. Im Jahre 1913 wurde in Kambodscha ein Konsultativrat geschaffen, der den König kontrollieren sollte. Gemeindeverwaltungen, die die Gemeinden im Auftrag der Kolonialmacht leiten sollten, wurden ebenfalls gegründet. Die an Einheimische zu vergebenden Posten wurden aber zumeist mit Vietnamesen besetzt. König Sisawath unterstützte die Protektoratsmacht während des Ersten Weltkriegs, als er die Rekrutierung von Arbeitern und Soldaten für Frankreich billigte. 1916 führte er die Verhandlungen zur Beruhigung von Kleinbauernprotesten gegen den Frondienst. Nach seinem Tode folgte ihm am 9. August 1927 sein Sohn Sisowath Monivong als König von Kambodscha. Wie sein Vater war er eine Galionsfigur Frankreichs, deren Oberster Vertreter die eigentliche Macht in den Händen hielt.
Es bildeten sich Widerstandsbewegungen wie etwa 1940 die Khmer Issarak (Freie Khmer). 1940 wurde Frankreich vom Deutschen Reich und Italien in einem Blitzkrieg geschlagen und weitgehend besetzt. In der Folge musste Vichy-Frankreich sich im Französisch-Thailändischen Krieg  von Oktober 1940 bis 9. Mai 1941 den Angriffen Thailands erwehren und in der Folge dem Japanischen Kaiserreich erlauben, in Kambodscha Truppen zu stationieren. Sisowath Monivong zog sich im Herbst 1941 nach Kampot zurück und starb dort. Der am 24. April 1941 noch von den Franzosen eingesetzte König Norodom Sihanouk folgte den panasiatischen Aufrufen Japans und kündigte am 12. März 1945 noch unter dem Schutz japanischer Truppen einseitig alle Verträge mit Frankreich und erklärte die Unabhängigkeit. Dies musste nach der Kapitulation Japans zurückgenommen werden. Die Khmer Issarak verbündeten sich mit den vietnamesischen Vietminh und führten gemeinsam mit ihnen einen Guerillakrieg gegen die Franzosen. Kambodscha bekam im Jahre 1947 eine Verfassung und im Jahre 1949 die Unabhängigkeit im Rahmen der französischen Union. Frankreich versuchte dabei durch die formale Unabhängigkeit der Staaten Vietnam, Laos und Kambodscha in enger Assoziation mit Frankreich der antikolonialen Bewegung eine nicht-kommunistische Alternative zu bieten. Im Jahre 1953 erhielt es seine vollständige staatliche Souveränität. Kambodscha blieb zunächst weitestgehend von den militärischen Konflikten in Indochina verschont, wurde aber schließlich doch 1970 in den Vietnamkrieg hineingezogen.